# 史璠
史璠（？—？），清朝人，是一名清朝政治人物。
史璠曾于1833年接替汤誉光任娄县知县一职，1834年由郭锳接任。